# Strip-Tease (émission de télévision)
Pour les articles homonymes, voir Striptease (homonymie).
Strip-Tease est une série documentaire télévisée belge, créée et dirigée par Marco Lamensch et Jean Libon. D'abord belge puis belgo-française, elle est diffusée de 1985 à 2002 sur RTBF1, de 1987 à 1992 sur Canal+, et du 3 octobre 1992 à l'année 2012 sur France 3.
D'après ses créateurs, elle a pour but de traiter des sujets « pris dans les faits de société ». Son ambition est de « dresser un portrait kaléidoscopique de notre société » et l'émission s'y emploie en quelques 850 films signés de 130 réalisateurs.
Une reprise de la série est effectuée en 2019 sur RMC Story, mais celle-ci donne lieu à des contestations juridiques.

## Historique

### Contexte
Strip-Tease s'inscrit dans la tradition du cinéma direct, apparu dans les années 50-60 en même temps que les caméras et enregistreurs légers, indépendants et synchrones.
Comme dans d'autres pays s'est créée en Belgique une école originale de cinéma direct au travers d'une émission de la RTBF, Faits divers, où travaillèrent le cameraman et réalisateur Manu Bonmariage, et son assistant de l'époque, Jean Libon, cocréateur de Strip-Tease,.
Les créateurs de Faits divers se réfèrent notamment au canadien Michel Brault, un des créateurs du cinéma direct à l'Office national du film du Canada.
Ce cinéma direct se développe à la même période dans divers pays, (Canada, USA, France, Royaume-Uni), sous diverses déclinaisons et divers noms (cinéma direct, cinéma-vérité, cinéma du réel…), avec divers réalisateurs (Frederick Wiseman, Jean Rouch, puis Paul Watson (en), Raymond Depardon…),. Les créateurs de Strip-Tease se réfèrent à eux, même s'ils ont une approche fort différente du documentaire,.
Ils revendiquent aussi l'influence d'un certain cinéma de fiction (les premiers films de Milos Forman, les anglais Ken Loach, Stephen Frears et Alan Clarke, les Suisses du Groupe 5).

### Génèse
Les deux créateurs, Marco Lamensch et Jean Libon ont travaillé ensemble au sein d'un magazine d'enquêtes et de reportages de la RTBF, À Suivre. Ils y ont réalisé plusieurs films documentaires sans commentaire, avant-coureurs de Strip-Tease, dont Les Russes attaquent à l'aube, film de 1984 sur l'armée belge, et Faut pas plonger, film de 1985 suivant un couple de toxicomanes sur 18 mois,.
Dans ce cadre, ils mènent, avec d'autres professionnels (réalisateurs, journalistes mais aussi opérateurs image et son, monteurs, etc.) une réflexion critique qui les pousse à délaisser une forme récurrente en documentaire : l'alternance d'interviews et d'images servant de support au commentaire. A contrario, leur ambition est de capter surtout les relations entre les gens,. Ils affirment à ce sujet : « Quand on fait l'interview d'un père puis de sa fille, c'est souvent l'aveu qu'on est incapable de filmer leurs relations, chose qui exige un minimum de doigté et d'humilité ».
Par ailleurs, ils défendent une grammaire proche de celle du cinéma de fiction : « Strip-Tease était né, notamment, d'une frustration et d'un constat. Le constat est qu'il nous semblait que les films de fiction rendaient souvent beaucoup mieux compte de la réalité que la plupart des documentaires. Et la frustration découlait de l'usage médiocre qui était fait, dans ces derniers, des trois piliers du cinéma : la caméra, l'enregistreur et la table de montage »,.
Enfin, ils insistent sur la nécessité d'avoir des moyens de production adéquats, et principalement de temps : outre les repérages (variables), disposer d'une semaine de tournage et de deux de montage ce qui, pour un film de 13 minutes, est considéré comme un luxe à la télévision.
Le premier numéro de Strip-Tease est diffusé le 11 janvier 1985 dans le cadre de l'émission À Suivre. À partir de la rentrée d'octobre 1985, la direction de la RTBF programme Strip-Tease avec une fréquence mensuelle.
L'émission aborde essentiellement des passages de la vie de tous les jours (repas de famille, séance de vaisselle, la vie d'une fermière). Le spectateur peut ainsi se reconnaître dans son intimité quotidienne : « Strip-Tease : l'émission qui vous déshabille ».

### En Belgique
Strip-Tease sera diffusé sur la RTBF le mercredi, en prime time juste après le Journal Télévisé, de janvier 1985 à avril 2002. Le programme dure environ une heure, et est composé de quatre films documentaires de moins d'un quart d'heure. Par la suite, il arrivera que des films soient plus longs, jusqu'à une heure, mais cela restera exceptionnel.
Les réalisateurs belges Benoît Mariage et Philippe Dutilleul y ont fait leurs premiers pas.
Tout ça (ne nous rendra pas le Congo) est en fait une reprise de Strip-Tease mais avec un format 52 minutes. Certains épisodes ressortent sous le nom de Strip-tease sur France 3.

### En France
France 3 demande aux créateurs de l'émission d'en décliner une version pour la France.
À partir d'octobre 1992, Strip-Tease est diffusé sur France 3, jusqu'en août 2012. Par un système d'échange entre les émissions belges et françaises (la RTBF diffuse quatre films, dont un réalisé en France, et inversement sur France 3), les coûts sont un peu diminués, même si les conditions de travail restent confortables.
Les jours, les heures et les fréquences de diffusions changeront constamment, ce qui sera un souci pour fidéliser le public.
Lamensch et Libon dirigeront l'émission dans les deux pays, mais à partir de 2005, Lamensch abandonnera toute responsabilité éditoriale.

## L'émission

### Titre
Jean Libon et Marco Lamensch voulaient sortir des titres usuels comme Actuel, Envoyé spécial, Reportages, Zoom, Le Droit de savoir, etc. Kipkap ayant été un temps envisagé mais jugé trop bruxellois, ils trouvent finalement l'idée par hasard en voyant l'inscription « strip-tease amateur » sur une cassette.

Plus précisément, parmi les premiers sujets de l'émission, il y avait le portrait d'une jeune strip-teaseuse candidate à un concours de striptease amateur organisé à Bruxelles par Bernard Schol. L'affiche annonçant cet évènement avait été apposée sur la porte de la salle de montage par l'équipe chargée de la réalisation de ce reportage. Les producteurs, à l'époque toujours en recherche d'un titre générique pour leur projet d'émission, ont trouvé que Strip-Tease correspondait parfaitement au concept de « magazine qui vous déshabille » qu'ils voulaient développer.

« Nous avons parié sur l'intelligence du téléspectateur. Et puis nous avons conçu un emballage : musique, générique, etc. qui donne un minimum de pistes et un ton. L'ambiguïté en définitive ne dure qu'une heure. Une fois qu'on a vu Strip-Tease, on sait de quoi ça parle. Mais c'est vrai que le titre a beaucoup déplu, au départ. Avec des journalistes qui écrivaient : “Cette émission qui vaut mieux que son titre” ou “Strip-Tease, la meilleure émission de la télévision actuelle, hélas !”. »

— Jean Libon, 2004

### Musique du générique
Le générique de l'émission, Batumambe, est une reprise d'un groupe malien, l'Orchestre régional de Ségou, par la fanfare bruxelloise Combo belge, sur un arrangement de Michel De Rudder. Dans une interview, Marco Lamensch raconte : « On cherchait une musique pour notre générique mais on ne voulait pas un style qui soit trop identifié : classique, rock ou jazz parce qu'on pensait que cela exclurait une partie du public. On connaissait une bande de copains de la Cambre qui avaient monté une fanfare, Olivier Deleuze en faisait partie. Ils faisaient de l'agit prop dans toutes les manifs à l'époque, avec leur Sauce Riche Fanfare. On leur a proposé de réenregistrer Batumambe dans une version moins lente. Ils sont venus à une quinzaine et quelques membres de l'équipe avaient apporté des casseroles et des instruments improbables. Mais, au départ, on était consternés parce que tout cela était trop propre, sans bavures. On les a fait recommencer mais cela n'allait toujours pas. Alors, soudain, on a eu une idée : on est revenu avec 20 bouteilles de vin et de quoi manger. On est resté à table deux heures et après, cela allait beaucoup mieux... (rires) »
Ce thème a été adapté pour des jouets musicaux, par Chapi Chapo et les petites musiques de pluie.

### Intentions
L'équipe affiche ses intentions : « Strip-Tease voudrait, au fil du temps, arriver à dresser un portrait kaléidoscopique de notre société. »
Strip-Tease a l'ambition d'être un magazine documentaire qui puisse intéresser, quel que soit le milieu, l'âge ou le niveau d'éducation et il ambitionne aussi un nouveau type de rapport avec le spectateur : « Strip-Tease donne des éléments de réflexion mais ne tire pas de conclusions. Il montre des images mais n'impose pas de lecture. Il ne requiert ni présentateur, ni commentaire. »,
Le premier texte décrivant le projet d'émission proclame :

« La réalisation en serait très soignée, originale, laissant parler l'image, s'essayant d'autres formes de langage télévisuel, bannissant résolument le "documentaire" et son commentaire envahissant mais laissant aussi la place à l'humour »

Les créateurs de l'émission entendent prendre leurs distances à l'égard des documentaires se voulant exhaustifs, omniscients et consacrés à un sujet et un seul. Ils veulent, comme dans le cinéma de fiction, donner de la vie une image moins carrée, plus ambiguë, moins ordonnancée. Ainsi, dans la « Tentative de définition » de Strip-Tease destinée au CNC, Lamensch écrit :

« La plupart des documentaires sont effectivement "consacrés" à un sujet, et à un seul. Alors tout y concourt : le commentaire, les images, les interviews. Mais la vie est plus complexe, moins nette, plus floue. Elle se laisse mal emprisonner dans les seules interviews : elle procède des relations entre les hommes, pas de la juxtaposition de leurs monologues. (...) Notre ambition sera donc qu'un certain documentaire, lui aussi, participe de cette connaissance de notre époque, en essayant d'échapper à l'habituel souci de classification, d'ordonnancement, d'intérêt »

En de courts films, dont la facture relève plus du cinéma que de la télévision, sans grille explicative, sans aucun commentaire et avec un minimum d'interviews, Strip-Tease donne à voir un réel qui n'a rien à voir avec la téléréalité.
Le journal Le Monde écrit : « une seule vedette aux mille visages, que l'on nous montre sans aucun voyeurisme : l'humanité, avec et sans majuscule. On l'imagine banale, débarrassée de tout artifice ? Plus vraie que nature, elle est toujours étonnante, souvent émouvante, parfois drôle. » et « Qu'est-ce qui fait vivre les êtres humains ? C'est la question secrètement posée par ce magazine qui obéit à la grammaire stricte du cinéma. »
Enfin, les créateurs de Strip-Tease proclament qu'il n'y a aucune raison pour qu'un documentaire soit plus ennuyeux qu'un film de fiction : « On est, en général, infiniment moins sévère pour le documentaire (que pour la fiction). Comme si le documentaire supposait automatiquement une petite dose d'ennui, (…) comme si cette petite dose d'ennui était par elle-même une garantie de sérieux du travail. » Tout commentaire est exclu, non qu'il soit nécessairement superflu ou inesthétique, mais parce qu'il trop souvent une facilité qui permet de cacher les brèches dans la réalisation. En outre, cela protège le flou et l'ambiguïté qui fait la vie, et dont Strip-Tease veut rendre compte.
Chaque film est un film à part entière, signé par un réalisateur qui a son propre style et une équipe technique, également créditée au générique.

### Méthode
Strip-Tease essaie de filmer des situations et des comportements, originaux ou banals, et de « ne les montrer que dans la mesure où ils ouvrent à une réflexion qui dépasse ce qu'ils ont de "pittoresque", les met en perspective et en dit plus long sur toute la société ».
« La technique d'immersion privilégiée par Strip-tease ressemble beaucoup à celle qu'utilisent les anthropologues » explique le sociologue François Heinderycks. Il faut "du temps", "de la patience", "de la rigueur". Il y a peu de règles, mais impératives : sont proscrits toute reconstitution, toute "fictionnalisation" ou autres "bidouillages". Un minimum d'interview. Une caméra souple, discrète mais jamais cachée : la grammaire du cinéma direct.
Les gens filmés ne sont que très rarement des gens qui se sont proposés : sur les dizaines qui l'ont fait, six ont été retenus sur plus de 800 films.
Pour les films « standard » (dont la durée, très variable, est d'environ 13 minutes) sont prévues outre le repérage très variable, une semaine de tournage et deux semaines de montage, ce qui est confortable comparé aux normes habituelles en télévision. Il s'agit là d'une moyenne : la souplesse est de mise et la production s'adapte. Le repérage, en particulier, peut être très long. L'équipe de tournage se compose en général du réalisateur et d'une équipe technique : opérateur image et ingénieur du son.
Pour réaliser les films, Strip-Tease dispose d'équipes d'opérateurs, image et son, rompus au cinéma direct, ainsi que des monteurs dédiés. Les films réalisés en Belgique sont tous tournés en film 16 mm, alors que les films français le sont en numérique,.

### Style de l'émission
Les titres des films participent de la même démarche, jeux de mots façon titres de Série noire : « Marchands de Tapie » (sur l'école de commerce Bernard Tapie), « Vert solitaire » (sur un député écologiste), etc.
Les créateurs de l'émission refusent un présentateur, au motif que le présentateur ne sert en général que lui-même. France 3 essayera un moment de leur en imposer un, mais en vain.
Il y a peu de commentaires. C'est moins un refus d'orienter la perception du spectateur qu'un choix stylistique. Le commentaire sert souvent de lien entre des séquences qui n'ont pas de rapport entre elles. Strip-Tease entend tout raconter avec la grammaire cinématographique et oblige le réalisateur à penser son histoire en termes de cinéma. On peut cependant entendre les questions et commentaires du réalisateur dans certains épisodes, comme Valérie Bierens de Haan dans Les demoiselles de la Légion d'honneur (1992) ou Michel Stameschkine dans Elle est nickel (1993) par exemple.
Strip-Tease donnant peu d'explications sur les films présentés, on aide le spectateur à comprendre, d'une phrase ironique en sommaire, qu'il faut tout regarder avec un certain esprit critique et du second degré. De même, en fin d'émission, après le slogan « Strip-Tease VOUS déshabille », la voix aigre-douce de Martine Matagne dit un quatrain écrit par Lamensch, chaque fois différent, par exemple :

« Informer ce n'est pas couvrir

Décaper ce n'est pas polir

Mal penser c'est se faire honnir

Strip-Tease c'est pas du cul, c'est pire »

### Réalisation et réalisateurs
Strip-Tease, dans ses textes fondateurs, insiste sur la qualité de réalisation indispensable. Pour réaliser plus de 850 films, il a été fait appel à environ 130 réalisateurs différents, venant d'horizons divers, certains très expérimentés, d'autres ayant réalisé leur premier film dans le cadre de l'émission. 23 réalisateurs ont réalisés plus de 5 films, soit ensemble environ 70 % des épisodes (belges et français).
Chacun ayant son style et ses méthodes, la manière de trouver un sujet diffère de l'un à l'autre, et s'il y a des caractéristiques communes aux divers films (le respect des principes de Strip-Tease), chaque réalisateur a son style, souvent bien reconnaissable.
Au sein de l'émission, une « émission-laboratoire », tout le monde n'est pas toujours d'accord et les discussions sont fréquentes,.
Selon ses responsables, Strip-Tease fonctionne un peu comme une maison d'édition : les films produits ont tous quelque chose en commun, mais sont forcément inégaux : « sur 850 films, il y en a un tiers qu'on n'aurait pas dû faire, un tiers qu'on aurait pu faire mieux, ce qui en laisse 250 ou 300 qui sont formidables »,,
Les premiers réalisateurs de l'émission appartiennent à la RTBF et sont souvent issus de la génération qui eut vingt ans en 1968,.
Tout en restant fidèles à leurs convictions progressistes, la plupart veulent prendre leurs distances avec un certain cinéma militant qu'ils jugent simplificateur et peu convaincant.
Par la suite, en Belgique comme en France, des réalisateurs plus jeunes sont engagés, qui parfois se forment sur le terrain. Beaucoup de ces réalisateurs resteront longtemps fidèles à une émission où, si l'on ne fait pas fortune, on ne parle que de réalisation, et où, malgré une exigence très grande, ils disent jouir d'une liberté appréciable dans le cadre imparti,.

### Format
Au départ, la volonté des créateurs de Strip-Tease, estimant que la plupart des documentaires ne méritent pas le temps qu'ils durent, vise à réaliser des films courts, d'environ treize minutes, ce qui permet de diffuser quatre films différents pendant l'heure que dure l'émission. Par la suite, certains des films dont la situation a présenté une évolution qui parait intéressante, sont suivis d'une suite, et parfois de plusieurs. Des années après le début de l'émission, apparaissent, ponctuellement, quand la situation filmée semble le justifier, des films plus longs, allant jusqu'à une heure.
Le premier film durant plus de cinquante minutes, et présenté comme un « numéro spécial » est Martine et Lénine (1997) d'Yves Hinant, consacré à un conflit social et à son meneur syndical. Beaucoup d'autres suivront.
On verra apparaître plus tard quelques séries de plusieurs films longs, tels les six films de plus d'une heure réalisés par Anne-Marie Avouac sous le titre général America America (2004 et 2012). Ils sont consacrés à la vie, aux États-Unis, d'un groupe de français,,.

### Production et budgets
La production de Strip-Tease ne s'organisa pas de la même manière en Belgique puis en France.
En Belgique, de 1985 à 2002, Strip-Tease est produit au sein de la RTBF, avec des réalisateurs et des techniciens de l'entreprise de service public, et quelques réalisateurs extérieurs, au coup par coup, dont certains finirent par être engagés. Au départ, les réalisateurs et les techniciens sont ceux de la RTBF à la base du projet, garantie de leur implication.
En 1989, le budget de Strip-Tease est de 300 000 francs belges en frais directs. Cela permet d'engager parfois un réalisateur extérieur (qui travaillera avec les techniciens de la RTBF) ou d'acheter une séquence
Le budget, contrairement aux coûts, n’évolue guère de 1985 à 2002, quoique Strip-Tease ait été une des émissions les plus vendues à l’extérieur.
Lorsqu'en 1992, Strip-Tease apparaît sur France 3, le système de production est différent : l'émission est produite par une petite maison de production, V.F. Films Productions (dirigée par Véronique Frégosi), dont Lamensch et Libon sont salariés. Les réalisateurs et techniciens sont engagés au coup par coup, pour chaque film. Outre un renouvellement du vivier de sujets et de réalisateurs, cela rend possible une diminution des coûts par un système d'échange entre la RTBF et France 3. Les réalisateurs sont payés en moyenne 30 000 francs français pour une séquence, ce qui n'est rentable que s'ils travaillent vite.
En 2000, les trois films français reviennent à environ 850 000 francs français, sur lesquels France 3 met 750 000 francs français et VF Productions 100 000 francs français (via le CNC).
V.F. Films a été racheté par le groupe de presse Média-Participations qui détient ainsi les droits sur tous les films Strip-Tease produits en France. Une partie d'entre eux est visible sur la chaine YouTube  « Strip-Tease officiel ». Les films produits en Belgique sont eux propriété de la RTBF, et certains sont visibles sur la plateforme Auvio ainsi que sur le site de la Sonuma.

## Thèmes abordés et documentaires notables
En 850 films, Strip-Tease a abordé beaucoup des grands thèmes qui traversent la société de la fin du XXème siècle, et BelgaCult (livre en néerlandais consacré aux mouvements culturels importants en Belgique) souligne « un grand équilibre thématique » : 88 films ont traité, principalement ou incidemment d'immigration, 28 de l'islam, 40 du catholicisme, 87 de pauvreté, 74 de richesse, 113 de politique, 21 de la colonisation et de ses suites, etc.
Il est à remarquer que Strip-Tease ne traite que rarement un thème défini, mais l'aborde incidemment. Christophe Den Tandt, chercheur à l'Université libre de Bruxelles écrit : « Les courts métrages qui composent chacune de ces émissions font preuve d'un tel degré de modestie - un tel refus de développer une thèse préétablie - qu'ils laissent souvent leurs spectateurs libres de déterminer la nature même du sujet traité. » On peut néanmoins distinguer quelques grands thèmes auxquels se rattachent, de près ou de loin, de nombreux films.

### Les «farfelus»
Strip-Tease a parfois été vu comme un catalogue de personnages originaux en tous genres, de farfelus et de « fous ».
Strip-Tease a effectivement réalisé des épisodes abordant des thématiques liées aux troubles mentaux, tout comme l'enfermement psychiatrique, les comportements borderline ou les démences séniles,,.
Par ailleurs, il y a tous les « originaux » et ceux qui sont « fous de quelque chose ». Strip-Tease en a généralement traité uniquement dans la mesure où ils ouvraient une fenêtre sur la société : dérives sectaires, comportements marginaux et leur acceptation, etc. S'ils ont parfois été marquants, leur proportion est moins importante dans l'émission que dans la réalité.
Dans La soucoupe et le perroquet (1993), Jean-Claude Ladrat, un cultivateur de Germignac (Charente-Maritime), construit une soucoupe volante, afin de s'envoler dès l'automne. Il s'agit de l'un des épisodes les plus connus de la série,,,.
Chaud business, documentaire de 1993 fait référence au docteur Martinot qui avait cryogénisé son épouse morte depuis 1984 dans l'espoir qu'elle y survive.
Au pays des merveilles, documentaire de 2002, évoque la difficulté — à cette époque — à s'adapter au monde de l'informatique.

### Classes et luttes sociales
Sans chercher à décrire les milieux sociaux de manière exhaustive, Strip-Tease filme les relations humaines en situation, et montre les diverses classes sociales : défavorisées, privilégiées, classes moyennes, noblesse, etc.
87 films évoquent la pauvreté, 74 la richesse. Si personne n'est traité avec complaisance, les privilégiés le sont encore moins que les autres pour qui Strip-Tease a une empathie certaine.,
Strip-Tease s'employant à filmer les relations entre les gens, les rapports entre patrons et employés y ont fait l'objet de nombreux films, de même que les méthodes modernes de management et de recherche du profit. On peut citer Du mental à revendre (F. Dupont), Les rois de la porte, ou Maryflo (1997) d'Olivier Lamour. Ce dernier est particulièrement marquant, par son format (plus d'une heure), par son sujet (un conflit social dans un atelier de confection), et surtout par sa facture (la caméra filme simultanément la stratégie et les actions des deux côtés, patronat et ouvrières). Le Monde écrit : « Les relations sociales à brut, comme rarement on a l'occasion de les voir ». Le film fera même une audience record sur la RTBF,.

### Religion
Plus de 60 films de Strip-Tease parlent, de près ou de loin, de la religion. Les responsables de l'émission soulignent que loin d'aspirer à une analyse exhaustive, la multiplicité de courts films montre les nombreuses manières dont se décline la foi, humaniste ou sectaire. Strip-Tease a introduit sa caméra dans des milieux chrétiens, juifs ou musulmans, aussi bien « libéraux » qu'intégristes.

### Politique
Strip-Tease a tourné plus de 100 films évoquant la politique, mais a fait peu de films sur des hommes politiques de premier plan. Ils craignent, eux dont l'ambition est de « se vendre eux-mêmes », une caméra oubliée et qu'ils ne maîtrisent pas. L'émission a par contre montré des aspects de la politique peu traités par les émissions d'information classiques (clientélisme, incompétence, collusions, etc.) et qui eurent parfois un certain retentissement. Les responsables de l'émission soulignent la plus grande difficulté à filmer les hommes politiques français que les belges.,,
Délégation de très haut niveau (2000) relate le voyage officiel d'une délégation parlementaire belge de différentes sensibilités politiques en Corée du Nord qui a provoqué d'importants remous dans le monde politique lors de sa diffusion. Cette délégation était présidée par Willy Burgeon, les autres parlementaires étant Georges Dallemagne, Alain Destexhe, Michiel Maertens, Patrick Moriau, Vincent Van Quickenborne et Ferdy Willems.
La caméra, très proche des membres de la délégation, enregistre leurs réflexions et réactions diverses lorsqu'ils réalisent que tout écart par rapport au programme officiel et toute relation avec la population et la réalité du pays leur sont interdits. Ils se retrouvent à faire du tourisme, baladés entre monuments à la gloire de Kim Il-sung, avec dépôt de gerbe, et visite d'une bibliothèque monumentale ne contenant que les œuvres de Kim Jong-il, ou d'une école où ils assistent à la récitation par des enfants endoctrinés de l'histoire et de la liste des bienfaits du dirigeant.
Willy Burgeon, président honoraire du parlement wallon, socialiste, et échevin de l'instruction publique de la ville de Binche, y montre son enthousiasme face aux bienfaits du régime, notamment la qualité de l'enseignement. Les autres membres sont partagés entre le tourisme bon enfant, l'agacement face aux refus des autorités de leur laisser visiter ne serait-ce qu'un marché et l'effarement face au régime et à sa propagande. Willy Burgeon sera démis de ses fonctions à la suite de l'émission, et certains membres de la délégation déclareront s'être fait piéger.
Le journal Le Soir écrit : « Le surréalisme a désormais deux patries : la Belgique et la Corée du Nord ».
On peut également citer Monsieur le Bourgmestre (André François) et Serrou c'est Blanc (Pierre Carles).

### Extrême droite
Strip-Tease filme à plusieurs reprises des milieux d'extrême droite mais précise veiller à ce que l'ambiguïté qui prévaut d'habitude dans ses films ne soit pas de mise et que personne ne puisse accuser l'émission de complaisance. Tiens ta droite, documentaire de 1995, évoque le néo-nazisme, chez une famille ayant une vision très arrêtée de l'Histoire, et ayant des idées racistes et préconçues. D'autres épisodes sur ce sujet incluent La position du missionnaire et Tiens-toi droite.

### Banlieues et déshérités
Avec des approches fort différentes, selon les situations et la sensibilité des réalisateurs, Strip-Tease a beaucoup filmé les banlieues, mais aussi les immigrés et l'exclusion. Portraits de groupes ou parcours individuels, drôles ou sinistres, les films sont souvent, sans être militants ou complaisants, emprunts d'empathie pour les gens filmés. On peut ainsi citer Les enfants du paradis, Fahima la rapeuse, Défilé tricolore, ou bien encore Tout salaire mérite travail.

### Colonies
L'émission franco-belge a réalisé plus de vingt films dans d'anciennes colonies des deux pays (République démocratique du Congo, Algérie, Nouvelle-Calédonie, etc.), montrant les rapports qu'entretiennent entre eux anciens colonisateurs et anciens colonisés : soumission, affection, mépris, condescendance ou paternalisme.,
D'autres émissions sur ce terme incluent Enc... de kanaks (Olivier Lamour), Au cœur des ténèbres (Emmanuelle Machtou), L'adieu aux larmes (Dominique Fischbach), ou encore Evelyn reine d'Afrique (Anne-Marie Avouac).

### Strip-Teaseà l'étranger
Strip-Tease filme aussi hors de ses pays de production ou de leurs anciennes colonies. L'émission montre ainsi l'interaction de protagonistes belges ou français avec une autre société. Ce peut être aussi bien des hommes d'affaires essayant de commercer en Chine qu'un groupe de français partis pêcher en Mongolie.
Parmi les documentaires qui ont marqué l'émission, on peut citer À la poursuite de Madame Li (2005), de Anne-Marie Avouac, relatant les éventuelles difficultés - dont culturelles - dans le début des années 2000, pour des entreprises européennes, de travailler avec la Chine. On peut également nommer America, America (Anne-Marie Avouac) ou Voyages sans elles (Simon Ross).

### Médias et communication
Sans jamais avoir réussi à filmer l'institution qui les produisait (RTBF ou France Télévision), Strip-Tease a consacré plusieurs films aux médias et à la communication, notamment ceux réalisés par Pierre Carles, réalisateur blacklisté par presque toutes les télévisions.,

### Monde paysan
Les difficultés du monde paysan, ses rapports compliqués avec l'administration ou les citadins, l'arriération de certaines campagnes et bien d'autres thèmes sont abordés dans, notamment, Le laboureur et ses enfants, Néness fait du foin, La guerre du Golfe, Mon Pierre, et Fumiers !.

### Multiculturels
Dans le documentaire La Chinoise de Dominique Fischbach, réalisé en 2002, une jeune chinoise est invitée au pair dans une famille française. Tout semblait bien se dérouler, mais, du fait des différences culturelles, elle aura des difficultés d'intégration et devra se débrouiller toute seule pour survivre.

### De société
Dans le documentaire Adopte un père.com de 2012 de Clémentine Bisiaux, une jeune adolescente de 16 ans, enceinte, doit en discuter avec son père et son petit ami, afin de se faire une projection sur le futur.

### Institutions
Si les responsables de Strip-Tease disent leur regret de n'avoir pu ou su filmer les institutions européennes, l'émission a néanmoins consacré de nombreux films à :
- l'enseignement : 500 lignes (Didier Lannoy), Le proviseur (Benoît Mariage), Passe ton bac d'abord (Olivier Lamour), etc. Dans le documentaire Restons zen d'Antoine Gallien, réalisé en 2009, une proviseure essaye de gérer au mieux un établissement scolaire.
- la santé et la médecine (hospitalière, libérale, fin de vie...) : Docteur Plastique (Peter Boeckx), Check up (Laure Pradal), Souffles de vie (Michel Stameschkine)
- la justice et la prison : Ma petite chérie (Christine François), Baisers volés (Zoé Varier)
- la police, officielle ou privée : Vols au vent (André François), Police et polissons (Eric Cardot)
- l'armée, belge ou française : Le patriote illustré (René-Philippe Dawant), Ils sentaient bon le sable chaud (André François)

### Des épisodes qui voyagent dans le temps
Plusieurs épisodes de Strip-Tease ont une suite tournée des mois ou des années plus tard, ce qui donne l'occasion de découvrir ce que sont devenus certains protagonistes.
- L'arche de Zoé (1985) a pour suite Zoé et son Jules (1994, 9 ans plus tard) de Marco Lamensch et Jean Libon.
- Le film Sur le banc, d'André François, qui traite en 1986 du procès d'un assassin finalement condamné à mort est suivi, huit ans plus tard de Portrait d'un mort vivant (1994), qui retrouve le condamné après sa libération. Il y aura un troisième film, encore huit ans plus tard, La route enchantée (2002).
- Martha (1988) a pour suite Martha a cent ans (1995, 7 ans plus tard) de Luckas Vander Taelen.
- La course de l'échevin (1988) a pour suite Le chagrin de l'échevin (1998, 10 ans plus tard) de Richard Olivier.
- La guerre du Golfe (1991) a pour suite Mon Pierre (1999, 8 ans plus tard) de Marco Lamensch et Jean Libon.
- 500 lignes (1992) a pour suite Pétard nuptial (2002, 10 ans plus tard) de Didier Lannoy.
- Les petites filles modèles (1993) a pour suite Un petit couple modèle (2002, 9 ans plus tard) de Antoine Gallien.
- Tiens ta droite (1995) a pour suite Tiens-toi droite (2000, 5 ans plus tard) de Yves Hinant.
- Tout salaire mérite travail (1999) a pour suite Né cassé (2003, 4 ans plus tard) de Farida Taher.
- Il était une fois dans l'ouest (2001) est un épisode dont les 4 premières minutes sont tirées de l'épisode La Bruel pour aller danser (1991, 10 ans plus tôt) de Philippe Cornet.
- Mon prince charmant (2002) a pour suite Putain, qu'il a grandi! (2003, 7 mois plus tard) de Laure Pradal.
- Les aventures de la famille De Becker (1992) a pour suite Les nourritures terrestres (1998)
- La série de 3 documentaires de 1997 sur une grève à Maryflo, une entreprise de confection textile (La guerre de tranchées, Les grandes manœuvres, Le repos du guerrier), est suivie de La Légion étrangère (2005)

### Des personnalités filmées par les caméras deStrip-Tease
Plusieurs épisodes de Strip-Tease accompagnent des personnalités publiques :
- Le Désarroi esthétique (1996) suit le publicitaire Daniel Robert.
- La Compassion (1997) et Dans l'enfer de Bali (2003) suivent le disc jockey Claude Challe.
- Le Parapluie de Cherbourg (2000) suit le réalisateur Jean-Pierre Mocky.
- L'édition, c'est pas de la littérature (2009) suit l'éditeur Gilles Cohen-Solal. On y croise à plusieurs reprises sa compagne Héloïse d'Ormesson et le père de celle-ci Jean d'Ormesson.
- Corinne Masiero, dans l'épisode Pastis sur ordonnance[55].
- Bernard Tapie, dans les deux épisodes belge et français nommés Marchands de Tapie.
- Jacques Blanc et Bernard Serrou, dans Serrou, c'est blanc.
- Amine El Khatmi, dans Ségolène, maman & moi.

## Fin de l'émission

### En Belgique
Strip-Tease s'est interrompu sur la RTBF en 2002, par la volonté de ses créateurs qui estimaient le nombre de réalisateurs insuffisant pour continuer à produire une émission de qualité. Elle avait duré 17 ans, mensuellement en prime time. À Strip-Tease succèdera, en septembre 2002, Tout ça (ne nous rendra pas le Congo), émission créée aussi par Lamensch et Libon,,,.

### En France
Au début de l'été 2012, après une année sans diffusion, sort le reportage Recherche bergère désespérément de Véronique Houth, qui raconte l'histoire de Damien, agriculteur célibataire, dont les grands-parents veulent rompre la solitude. Ils font appel à une « entremetteuse » afin de le mettre en relation avec une jeune roumaine. Une séquence, filmant le jeune dans un moment de détresse, est particulièrement mise en cause.
Regardée par près de 900 000 téléspectateurs, ce reportage a vite été l'objet d'une polémique et d'abord sur les réseaux sociaux (Twitter). Ce reportage a provoqué un scandale et est vivement attaqué dans Le Nouvel Observateur qui dénonce « de la téléréalité de classe pour CSP+ en quête de voyeurisme, de la trash TV pour bourgeoisie en mal de domination sociale ». Sous le titre « C'est dur d'être regardé par des cons », Erwann Gaucher lui répond dans le même journal : « "Strip-Tease", de la téléréalité ? Non, de la télé qui filme la réalité »., pour les téléspectateurs du fait que l'émission ne fixe pas de limite par rapport à ce qu'elle montre. Le documentariste, Jean-Louis Comolli, à propos du même film dit : « Un nombre important de nos contemporains se délecte, semble-t-il, de la mise à mal ou de la tournure en ridicule des pauvres diables, manants de l'ère du spectacle, sots au point d'avoir voulu être filmés. »
L'émission s'arrête en 2012. Lamensch s'est exprimé à ce propos : « Je crois que la direction de France Télévisions n'a jamais compris ce qu'il fallait faire de nous. Ils ont toujours imaginé (...) que Strip-tease était un programme pour intellectuels, et l'ont repoussé de plus en plus tard dans la soirée. Alors que nous voulions justement nous adresser au plus grand nombre. En Belgique, tout le monde regardait ça, les analphabètes comme les professeurs d'université. » Libon parle d'une production parfois « hasardeuse » dont France 3 ne voulait plus : « C'était une émission qui leur échappait : ils ne s'occupaient pas de la programmation, du choix des sujets, pas non plus de la façon dont ils étaient écrits… Je pense qu'ils ne le supportaient pas. »
Lamensch ne croit plus à la possibilité de refaire désormais Strip-Tease à la télévision soulignant que les réseaux sociaux auraient rendu la plupart des films de Strip-Tease impossibles à diffuser voire même à tourner.,,,

## Influence
Divers observateurs reconnaissent une influence de Strip-Tease sur le documentaire. Le Figaro souligne « Une autre façon de concevoir le magazine de société, copié depuis par beaucoup ». Sont cités, entre autres, Brut, les productions de Delarue, Mystères, etc.
Libon déclare : « La télé-réalité et les émissions type Confessions intimes nous ont fait du mal. Elles ont systématisé un vrai voyeurisme, parfois même en copiant plan pour plan certaines de nos séquences. Strip-tease est pourtant à mille lieues de cette approche. »
Si quelques documentaristes ont été critiques, beaucoup sont enthousiastes et revendiquent un modèle. Entre autres, Denis Vincenti déclare :
« je crois qu'il est plus facile d'aller loin pour tourner des sujets dépaysants que de trouver des thèmes vraiment originaux à deux pas de chez soi. Mon modèle aujourd'hui, c'est «Strip-Tease» ». et Jean-Xavier de Lestrade dit : « Strip-Tease, pour moi, ça a été une école ».
Philippe Geluck attribue à l'émission une influence sur le cinéma contemporain : « Et c'est sûrement (Strip-Tease) qui inspire Poelvoorde, Belvaux et Bonzel quand ils écrivent C'est arrivé près de chez vous. Et n'oublions jamais que Tarantino a dit qu'il n'aurait jamais fait Pulp Fiction s'il n'avait pas vu le film de Benoît et sa bande. C'est arrivé….  marque un tournant dans l'histoire du cinéma mondial. Et Strip-Tease est aussi important dans celui de la télé. En plus d'avoir enfanté Poelvoorde et Tarantino. ».
Certains réalisateurs de fiction comme Benoît Mariage ou Joachim Lafosse y ont fait leurs débuts et s'y réfèrent,.

## Suites

### Depuis 2012: projet de reprise avorté et extensions
En 2015, l'émission devait revenir sur France 3 avec une nouvelle sessions d'émissions. Le premier épisode devait être consacré au maire du VIIᵉ secteur des quartiers nord de Marseille Stéphane Ravier. Le projet de reprise est finalement avorté.
En 2016, Mathieu Ortlieb, un des réalisateurs, publie un ouvrage sur les coulisses de l'émission Strip-Tease : Mes plus belges années.
Cet ouvrage sera suivi en 2018 par le livre écrit par Marco Lamensch, Strip-Tease se déshabille. La préface est écrite par Philippe Geluck.

### Juillet 2019: nouvelle série d'émissions, contestée par les créateurs deStrip-Tease
Le 10 juillet 2019, NextRadioTV annonce le retour de Strip-Tease sur RMC Story à partir du 27 juillet, pour 3 émissions produites par la société belge Matchpoint, avec la participation de RMC Story. Les créateurs de Strip-Tease, Marco Lamensch et Jean Libon, regrettent dans un communiqué de n'avoir été « ni consultés, ni même avertis » de cette copie « d'une émission emblématique du service public » pour une chaîne privée française,,. Pour André François, autre figure de l'émission, « le massacre a commencé. Il s'agit d'un honteux plagiat dans lequel la responsabilité de la RTBF paraît complètement engagée. »
La RTBF confirme avoir vendu les droits de Strip-Tease à Matchpoint, leur accordant le droit d'utiliser librement « le nom, la musique, le générique, le concept de l'émission ». La direction de la RTBF assure démontrer « avec la reprise de Strip-Tease cet été » son souci « de faire perdurer la qualité narrative propre au service public, avec un regard d'aujourd'hui ». Il semble cependant que le droit qu'avait la RTBF de vendre le concept de l'émission ne soit pas parfaitement établi, et les droits moraux des créateurs pourraient prévaloir.
Les auteurs-réalisateurs qui ont travaillé pour Strip-Tease disent leur refus d'un « ersatz de Strip-Tease » dans une tribune collective. Selon eux, « prétendre réaliser des films de qualité en quatre fois moins de temps, avec un manque flagrant de moyens relève plus de l'escroquerie que de l'ambition ». La veille de la première diffusion prévue, Marco Lamensch et Jean Libon ont adressé une mise en demeure à la présidence de RMC Story, leur interdisant de « diffuser une quelconque suite documentaire « inédite » qui se revendiquerait de près ou de loin de la série originelle Strip-tease ». Après avoir visionné trois documentaires de la nouvelle série, ils estiment qu'ils « sont dénués de tout enjeu qui les structure, sans regard original, sans cette volonté de réaliser un documentaire avec la grammaire et le montage de la fiction, et sans même que le réalisateur ne signe son film ». Pour Lamensch et Libon, « toute volonté d'associer les épisodes (annoncés) à Strip-tease est ainsi une atteinte flagrante et particulièrement dommageable au droit au respect de l'œuvre de ses auteurs ».

### Depuis 2017: longs-métrages
En 2017 sort en salles le film Ni juge, ni soumise de Jean Libon et Yves Hinant. Les deux réalisateurs avaient contribué à Strip Tease. Yves Hinant avait consacré deux reportages de Tout ça ne nous rendra pas le Congo à la juge Anne Gruwez. Le film a réalisé plus de 200 000 entrées en France et 10 000 en Belgique et a obtenu le prix du meilleur documentaire aux Magritte du Cinéma et aux Césars.
En 2022 sort en salles le film Poulet Frites, réalisé par Jean Libon et Yves Hinant.
En 2025 sort en salles le film Strip-Tease intégral, regroupant 5 documentaires.

## Accueil
En Belgique comme en France, l'apparition de Strip-Tease est généralement saluée comme un renouveau de l'approche documentaire.
La presse est dans l'ensemble très favorable. Il y a quelques bémols, peu nombreux : ainsi La Libre Belgique (quotidien classé à l'époque comme catholique et conservateur) si elle reconnaît une innovation, n'aime pas le titre « racoleur », met en garde contre « le conformisme de la dérision et de la cruauté » et doute que la programmation en prime time soit judicieuse. Néanmoins, la RTBF gardera cette programmation pendant toute la diffusion du magazine en Belgique, de 1985 à 2002,,.
En France, Le Figaro, après avoir critiqué l'émission en 1993 dans un article intitulé La vérité toute nulle, écrit l'année suivante : « Du réel, tout simplement. Et le réel, c'est spectaculaire et étonnamment télégénique. (…) Pas de commentaires et un refus salutaire du scabreux et du sensationnel. »,
L'émission sera récompensée de multiples prix. Dans le milieu du cinéma documentaire, plus d'une centaine de réalisateurs reconnus ou débutants ont travaillé à Strip-Tease. Plusieurs s'en réclament ou l'admirent et si certaines critiques se font jour, elles s'expriment peu, peut-être à cause du consensus assez général autour de l'émission.

### Réception par le public
Les responsables de l'émission décrivent les réactions, majoritairement enthousiastes, du public mais aussi la compréhension immédiate des codes nouveaux instaurés par Strip-Tease :

« 75% des lettres qu'on a reçues étaient des lettres, non pas d'approbation, mais d'amour. Je me souviens de lettres d'un mètre carré calligraphiées, de séries de quinze cartes postales qu'on nous envoyait d'Allemagne. Et je me souviens particulièrement d'un grand-père qui nous a envoyé une lettre en nous disant : "Nous regardons Strip-Tease en famille, les trois générations, moi, mes enfants et mes petits-enfants. Et quand l'émission est terminée, nous fermons la télé et nous nous engueulons ! (...)  Pour une fois que la télévision, au lieu de nous endormir, nous oblige à discuter et à réfléchir !" »

Les personnes filmées semblent, le plus souvent, se reconnaître dans le portrait dressé d'elles : 

« Avant 1995, nous ne faisions jamais rien signer aux gens avant le tournage. On les rencontrait, on leur expliquait pourquoi on voulait les filmer, on se tapait dans la main, il y avait une forme de gentleman agreement. Et dans 95 % des cas, ils se reconnaissaient dans ce que nous avions filmé. Sur huit cent cinquante films, seuls dix ou quinze ont suscité des plaintes de ceux qui y apparaissaient. »

Des portraits de personnages, considérés par la presse comme dévalorisants, sont défendus par les intéressés. Certains films, certaines émissions ont néanmoins suscité le débat.

#### Émission du réveillon 1986
En 1986, après près de deux ans d'émissions, les responsables constatent qu'ils ont été programmés le 31 décembre. Ils décident de produire une émission « de fête », qui ne respectera pas nécessairement les canons habituels de Strip-Tease, et laissent carte blanche aux réalisateurs qui le désirent. S'ensuit une heure de sketches et de documentaires, dont certains considérés par des spectateurs comme étant de mauvais goût (séquence sur la circoncision, reportage chez une vieille prostituée, interview d'un jésuite prétendant que Jésus est un malade mental, etc.).
L'émission ne passe pas inaperçue et suscite des réactions en sens divers.
La Libre Belgique titre un mois plus tard : « Les animateurs de "Strip-Tease" présentent ce soir un nouveau numéro du magazine qui a fait scandale le 31 décembre. Ils ont été sermonnés. Seront-ils sanctionnés ? »,.

#### Martha
Martha (1987), film de Luckas Vander Taelen, montre la journée solitaire de Martha, 93 ans, chez elle. Le film est lent et ne comporte quasiment aucun dialogue. Un plan, large et peu appuyé, montre Martha, nue, de dos, et en train de faire sa toilette. Luckas Vander Taelen a précisé que c'est à la demande de Martha qu'il avait filmé sa toilette parce qu'« on dit toujours que les vieux ne se lavent pas ».
Le film suscitera des réactions essentiellement favorables, mais quelques critiques virulentes. Si Ciné Revue parle d'images insoutenables, Libération, Le Soir ou Télérama soulignent le respect, la pudeur et la tendresse du film,,,.

### Audience et public
En 1987, à la suite du scandale occasionné par le Strip-Tease de Réveillon du 31 décembre 1986, les responsables font réaliser par un institut indépendant de la RTBF, l'INUSOP, une enquête sur la manière dont l'émission est perçue. À la question "Qualifieriez-vous Strip-Tease de choquant ?", 27 % répondent "D'accord" et 56 % "Pas d'accord". Le film qui a le plus choqué le public (à hauteur de 17 %) est consacré au chômage des cadres. Martha n'a choqué que 3 % des téléspectateurs. L'enquête conclut que 65 % du public aime l'émission, contre 20 % qui la trouve mauvaise.
Les audiences témoignent de cet accueil. En Belgique, pays le plus câblé d'Europe, où Strip-Tease est programmé mensuellement depuis quatorze ans en prime time, l'émission recueille encore 25 % des parts de marché en 2000. Le rapport d'activité de la RTBF se félicite des ventes de l'émission,.
En France, Strip-Tease n'atteindra jamais de telles audiences, probablement à cause d'une programmation irrégulière.
« Tantôt mensuelle, tantôt hebdomadaire, avec des éclipses régulières, baladée d'un jour à l'autre de la semaine, elle n'a gardé pour l'instant qu'un élément permanent, son horaire tardif : après 23 heures ». Mais lorsqu'il est programmé le samedi, Le Monde constate que « en l'absence de Strip-Tease, l'audience est toujours plus faible, quelle que soit la programmation (histoire, documentaire). Strip-Tease fait décoller la case du samedi. »  Entre 1993 et 2000, Strip-Tease se maintiendra entre 12 % de parts de marché et 17,3 % quand la diffusion est hebdomadaire, le dimanche à 18 h,,.

### Critiques et controverses

#### Ridiculiser
Des critiques ont reproché à l'émission de ridiculiser les gens qu'elle filme, voire de les mépriser.
Les responsables de l'émission répondent que le ridicule n'est pas une qualité intrinsèque à un personnage, mais suppose le jugement d'une tierce personne. Ils dénient le droit de dire qu'une personne a été ridiculisée si cette même personne se reconnaît dans le portrait qui a été fait d'elle — ce qui, disent-ils, est le plus souvent le cas.

#### Voyeurisme et intimité
Les responsables de l'émission revendiquent être toujours « en dessous de la réalité » et faire attention à « ne pas blesser les gens inutilement », citant des films où des séquences dures n'ont pas été montrées, alors que ce sont les seules que d'autres émissions auraient conservées.
Lamensch reconnaît cependant, et regrette, que (rarement) certains personnages filmés aient relevé plus de la psychiatrie que de la sociologie. ,
Pierre Carles, qui réalisa dix films pour Strip-Tease, estime quant à lui : « on a parfois vu des réalisateurs filmer l'intimité de couples, des endroits où l'on n'avait, à mon avis, rien à faire en tant que spectateur. »

#### Ni juge, ni soumise
Le film Ni juge, ni soumise de Jean Libon et Yves Hinant n'a pas été diffusé dans le cadre de l'émission mais en salle de cinéma. S'il a reçu de multiples récompenses, il a également été l'objet d'une critique argumentée de la présidente de l'Association Syndicale des Magistrats (ASM – Belgique) qui reproche au film de montrer des justiciables particulièrement vulnérables, et sous-entend que sont moquées leurs particularités socioculturelles. Elle souligne que la justice « is not entertainment ». Marco Lamensch (qui n'a pas pris part au film) lui a répondu en reprenant et expliquant les principes de Strip-Tease, l'ambiguïté inhérente à la méthode et l'absence totale de volonté de ridiculiser,.

#### Téléréalité
Il a parfois été dit que Strip-Tease, né quinze ans plus tôt, était l'ancêtre de la téléréalité. Les responsables de l'émission soulignent l'opposition fondamentale entre les deux : la téléréalité n'est pas du documentaire, mais un divertissement qui doit être rentable. Dans un cas (Strip-Tease) une situation, qu'un réalisateur va tenter de décrire, préexiste. Dans l'autre (la téléréalité), on a rassemblé, pour les filmer, des personnes qui ne se connaissent pas et dont les motivations sont la notoriété ou l'argent. Dans un documentaire, les protagonistes ne sont jamais payés,.

### Prix et récompenses
- Prix du Journalisme Audiovisuel - Bruxelles 1986 [101]
- Prix de la Communauté des télévisions francophones - Montréal 1987[102]
- Oreilles de Cristal - Mons 1987
- Sept d'Or du meilleur Magazine de Société - France 1996[103]
- Sept d'Or du meilleur Générique (de Jan Bultheel et "Pix and Motion") – France 1999[103]
- Sept d'Or du meilleur Magazine Documentaire – France 2000[103]
- Prix de Journalisme du Parlement de la Communauté française de Belgique – 2002[104]
- Sept d'Or de la meilleure Série Documentaire - France 2003[103]
- Euro FIPA d'Honneur « contribution à une télévision créative et impertinente » - Biarritz 2012[105]